# Stipe Leko Ćipa
Stipe Leko Ćipa (Ledinac, 26. prosinca 1951. – Ledinac, 24. studenoga 2022.) bio je hrvatski ultramaratonac. Prvi je predstavnik Hrvatske na svjetskom prvenstvu u disciplini 24 sata. Vlasnik je naboljeg državnog rezultata u utrci na 24 sata.

## Životopis
Stipe Leko rođen je u obitelji s desetero djece. Odrastao je i školovao se u Banjoj Luci. Nogometom se bavio do 25. godine, a posljednjih je tridesetak godina redovno trenirao i istrčavao staze duže od klasičnog maratona. Početkom Domovinskog rata preselio se u Rijeku, a po njegovu završetku vratio se u rodno mjesto.
Sudjelovao je na svjetskim prvenstvima u Wörschachu, Austrija (2005.), u Taipeiu (Tajvan, 2006.), u Drummondvilleu  (Kanada, 2007.), sve u disciplini 24 sata. Na posljednja dva bio je najstariji sudionik. Nekoliko je puta istrčao Zagrebački maraton i maraton "Trčimo Gospi", Grude – Međugorje 2007. i 2008. godine te još dvadesetak maratona s osobnim rekordom od 2 sata i 40 minuta. Utrku od Ledinca do Dubrovnika dugu 185 km istrčao je 19. travnja 2003., a 2. svibnja 2004. istrčao je utrku na dionici Slavonski Brod – Zagreb dugu 223 km, što je i danas službeno najduža utrka istrčana u jednom danu u Hrvatskoj i Bosni i Hercegovini.
Dobitnik je mnogih priznanja, a prigodom Hanžekovićeva memorijala 2008. uručena mu je zlatna medalja Grada Zagreba za izuzetan doprinos razvoju športa.

## Vanjske poveznice
- Hrvatski atletski savez – državni rekordi  Arhivirana inačica izvorne stranice od 2. ožujka 2010. (Wayback Machine)